# Stella Maris

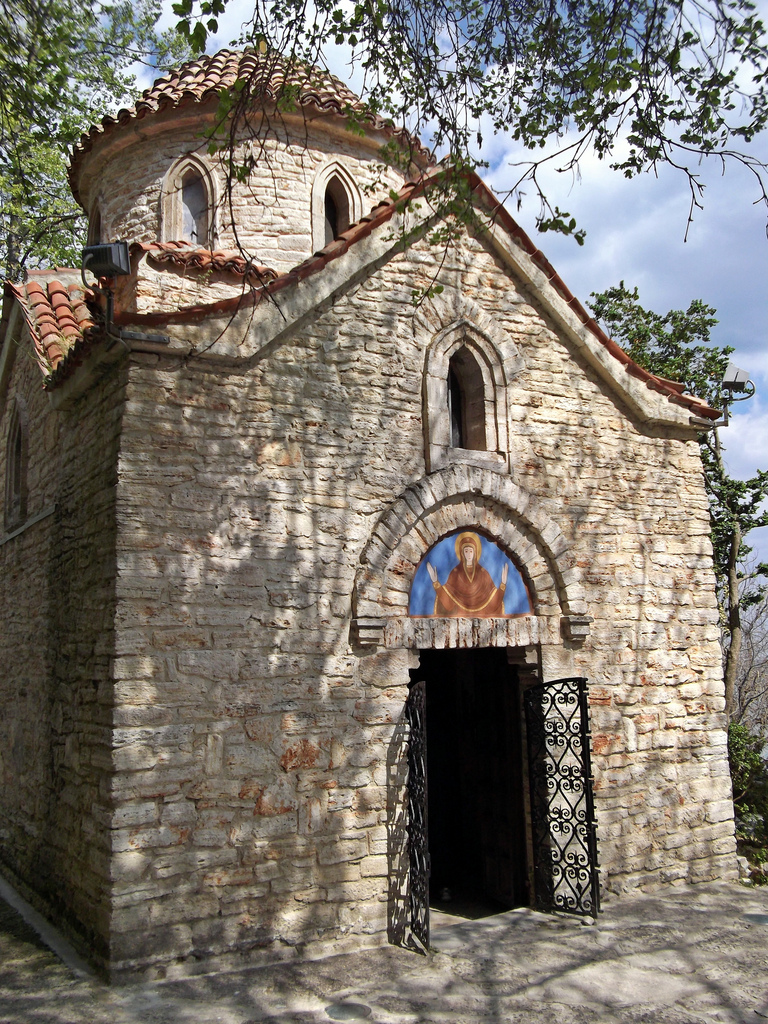
Capela Stella Maris de la Balcic

Medalia din argint Stella Maris din Balcic sculptată de Emil Wilhelm Becker emisă cu ocazia depunerii inimii reginei Maria în capelă, în 1938

Stella Maris (în latină Stella Maris: „Steaua Mării”, „Steaua de mare”) este denumirea unei capele în stil bizantin, care a fost construită la Balcic în 1929 la cererea reginei Maria a României, pentru momentele sale de rugăciune.
Biserica a fost ridicată de antrepriza Agostino Fabro după planurile arhitectului Roghabihab. Zugrăvită de pictorii Dumitru Brăescu (în 1929 Pantocratorul din turla capelei), respectiv Anastase Demian și Tache Papatriandafil (restul frescelor, în 1930), capela este construită din piatră, are în față o curte mică, o fântână și pietre funerare creștine.
Capela face parte din așa-numitul „Cuibul Reginei", un ansamblu format din Castelul din Balcic, un pavilion de gardă, vila administratorului Carol Gutmann, vila prințului Nicolae, vila domniței Ileana, Mavi Dalga, Cara Dalga, Sabur Jevi, capela Stella Maris și alte vile pentru suită, toate înconjurate de o imensă grădină, pe malul Mării Negre.
Există și un model pe care l-a avut Regina Maria pentru capela Stella Maris din Balcic. Este vorba de Capela Sfântul Iacob, construită în secolul XV în localitatea Trikomo, un sătuc din zona de nord a insulei Cipru, la 20 km de Famagusta. Se pare că această capelă a fost văzută de regină cu prilejul unei călătorii pe Marea Mediterană, în anii de început ai primei domnii a regelui Mihai al României, când, după moartea regelui Ferdinand I al României, temându-se de o prezumptivă lovitură de stat ce ar fi fost pregătită de mareșalul Alexandru Averescu, a dus negocieri secrete pentru a-și pregăti o eventuală retragere rapidă.
Conform dorinței testamentare a reginei, în 1938 inima aceteia a fost depusă în capela Stella Maris, în timp ce trupul i-a fost înmormântat la Mănăstirea Curtea de Argeș.

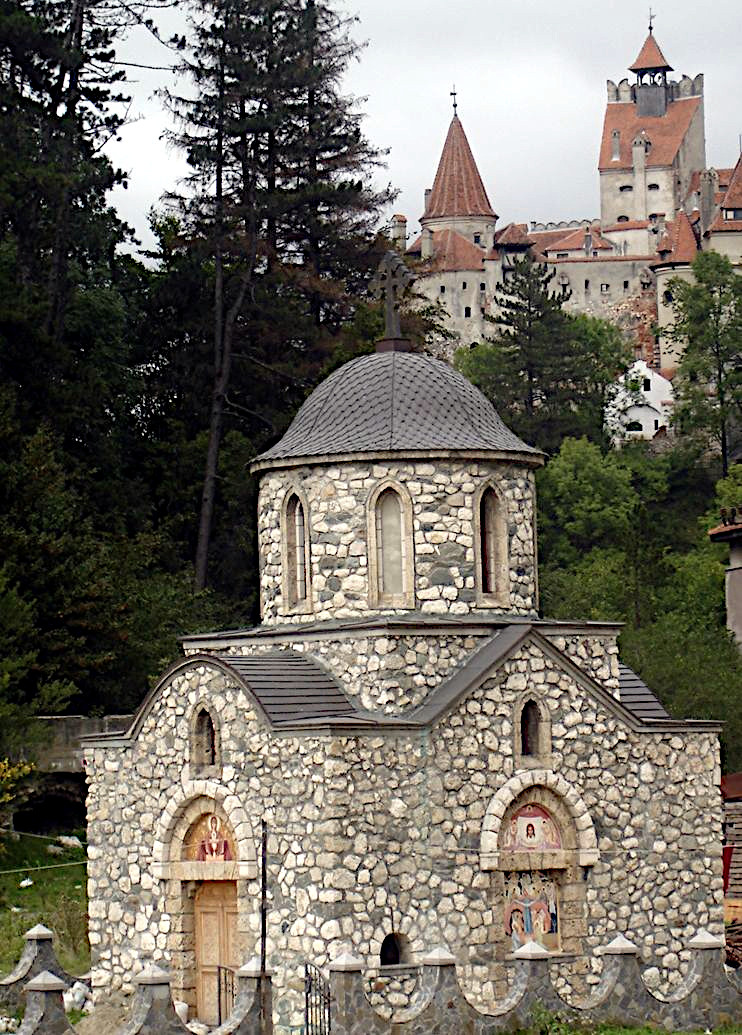
Replică a capelei Stella Maris, construită la Bran

După ce în 1940 Cadrilaterul a fost cedat Bulgariei, în luna septembrie a aceluiași an, prințesa Ileana a României a cerut aducerea la Bran a casetei cu inima reginei, care a fost depusă în bisericuța de lemn a castelului Bran (aflată azi la schitul Jercălăi din Urlați, Prahova). Un an mai târziu, inima reginei a fost mutată într-o criptă special amenajată în stânca Măgurii Branului din apropiere, lângă spitalul de campanie nou înființat de principesa Ileana, ce purta chiar numele "Inima Reginei".
Prințesa Ileana dorea să se construiască în curtea spitalului de război o copie a capelei Stella Maris de la Balcic, pentru a adăposti vasul cu inima reginei. Datorită greutăților din perioada războiului, piatra de temelie a acesteia a fost pusă abia în vara lui 1947, pe malul râului Turcu, în apropierea Vămii Medievale, fiind sfințită de părintele Arsenie Boca de la mânăstirea Sâmbăta. În câteva luni, bisericuța-replică era gata. Pictura din interiorul capelei fost executată de pictorul Arthur Verona. Capela nu a mai apucat să fie sfințită, și nici măcar să adăpostească inima reginei, pentru că la finele anului 1947 regimul comunist a abolit monarhia, iar regele Mihai, împreună cu mătușa sa principesa Ileana, a plecat în exil. Inima reginei Maria a rămas, astfel, în cripta din stâncă, unde a stat 27 de ani.
La 5 iulie 1968 directorul Muzeului Bran, Titus N. Hasdeu, însoțit de mai mulți activiști ai PCR, au deschis cripta și au forțat cu răngile sarcofagul de marmură aflat în interior. În sarcofag au găsit caseta de argint aurit cu inima reginei, casetă pe care au depus-o în casa de bani a Muzeului Castelului Bran.
În martie 1971 caseta a fost transferată la Muzeul Național de Istorie a României și a fost deschisă. În ea se găsea o altă casetă, mai mică, octogonală, de argint. Și aceasta a fost deschisă. Cele două casete au fost incluse în Tezaurul Istoric al României, iar inima, introdusă într-o cutie de plastic, a fost dusă spre păstrare în depozitul Muzeului Național de Istorie a României, unde s-a aflat până la 3 noiembrie 2015, când a fost dusă la Castelul Regal Pelișor și depusă în Camera de Aur, locul unde a bătut pentru ultima oară, Camera de Aur fiind declarată Capelă Regală.
Caseta octogonală din argint are o greutate de 561 g. Ea era înfășurată în drapelele englez și român și introdusă în caseta mai mare, de 8,1 kg, din argint aurit, cu monturi de platină și 307 pietre prețioase (briliante, safire și rubine). Cele două casete au fost realizate cu mult timp înainte de către bijutierul Maurice Frement. Pe o față, caseta poartă inscripția Alteței sale Regale, Principesei Maria a României – Doamnele române, iar pe capac este reprezentată coroana regală, așezată pe steagul Regatului României. Pe fețele laterale este gravată monograma „M” (de la Maria) și stemele României de dinainte de 1918.
Capela din Bran a fost renovată și resfințită în anul 2005, în așteptarea vremurilor în care va adăposti din nou inima reginei Maria.